# Menhir de Montigny-Saint-Barthélemy
Le menhir de Montigny-Saint-Barthélemy est une pierre située dans le cimetière de la commune de Montigny-Saint-Barthélemy, dans le département français de la Côte-d'Or et la région Bourgogne-Franche-Comté. Son caractère mégalithique est incertain.

## Historique
La pierre a souvent été signalée comme étant un menhir mais son authenticité est incertaine. Elle est signalée pour la première fois en 1874 par A. Bruzard mais il semble qu'elle provenait d'un emplacement situé près d'un pont sur la petite route menant à Courcelles-lès-Semur.
Le bloc a longtemps été couché contre le mur de l'église, à droite de la porte. Cet emplacement précis pourrait indiquer que la pierre fut utilisée comme « pierre des morts », cette pratique étant commune à plusieurs petites églises du Morvan. Entre 1930 et 1940, la pierre fut déplacée sur le côté gauche de la porte. En 1961, avec l'accord de l'abbé J. Joly, alors directeur de la circonscription des antiquités préhistoriques de Bourgogne, la Société des sciences historiques et naturelles de Semur-en-Auxois la fit redresser à son emplacement actuel.
La pierre a fait l'objet d'un classement au titre des monuments historiques par arrêté du 30 juin 1910.

## Description
Il s'agit d'un bloc régulier sub-parallélépipédique de granite de 2,90 m de longueur, 0,69 m de largeur et 0,55 m d'épaisseur. Le sommet de la pierre comporte une trace très nette de cassure.
Bien que sa forme rappelle celle des menhirs bourguignons, l'absence de tout contexte archéologique et son origine obscure ne permettent pas de garantir son authenticité.